# Filippo Moyersoen
Pour les articles homonymes, voir Moyersoen.
Filippo Moyersoen (né le 30 août 1954 à Milan) est un cavalier italien de saut d'obstacles.

## Carrière
Filippo Moyersoen participe aux Jeux olympiques d'été de 1984 à Los Angeles. L'équipe italienne est aussi composée de Giorgio Nuti, de Graziano Mancinelli et de Bruno Scolari qui ont pris part à l'épreuve individuelle. Elle finit 8e.
Il avait participé auparavant au championnat du monde en 1982 à Dublin, où il est 30e de l'épreuve individuelle et 6e de l'épreuve par équipe, puis prend part au championnat d'Europe en 1985 à Dinard, où il termine 34e de l'épreuve individuelle et 6e de l'épreuve par équipe.